# 가이에다 반리
가이에다 반리(일본어: 海江田万里, 1949년 2월 26일~)는 일본의 경제학자이자 정치인이다. 입헌민주당 소속 중의원 의원이며, 과거 민주당 당 대표를 맡은 바 있다.
1993년 제40회 일본 중의원 의원 총선거에서 첫 당선되었으며, 일본 신당, 시민 리그(市民リーグ)를 거쳐 민주당에 들어갔다. 1997년 김정일의 조선민주주의인민공화국 국방위원장 취임을 기념하는 축하연에 참석한 바 있으며, 2000년 재일본조선인총연합회의 초청으로 민주당 방북단에 참가해 다시 조선민주주의인민공화국을 방문하였다.
2002년 당 정책조사회장이 되었으며, 2009년 제45회 일본 중의원 총선거 이후 민주당 선거 대책 위원장 대리가 되었다. 2010년 간 내각 제1차 개조내각에서 내각부 특명 담당 대신 (경제 재정 정책 / 과학 기술 정책 담당)으로 첫 입각하였다. 2011년 출범한 간 내각 제2차 개조내각에서는 경제산업대신이 되었다. 2011년 도호쿠 지방 태평양 해역 지진이 일어난 지 한 달 만인 2011년 4월 11일, 원자력 경제 피해 담당 장관을 겸하게 되었다.
2011년 8월 29일, 민주당 대표경선에서 노다 요시히코에게 2차 투표까지 가는 접전 끝에 패하였지만, 2012년 12월 25일 노다 총리가 사임한 이후 당 대표로 선출되었다. 2014년 12월 중의원 선거 낙선과 함께 당대표를 사임하였다. 2017년 10월 중의원 총선거에서 도쿄도 제1구에 출마하여 7선 당선되었다. 2021년 제49회 일본 중의원 의원 총선거에서 비례대표로 8선 당선되었다. 2021년 11월 10일 제68대 중의원 부의장에 선출되었다.

## 역대 선거 결과
|  | 29.2% |

|  | 30.39% |

|  | 41.25% |

|  | 44.60% |

|  | 36.92% |

|  | 47.43% |

|  | 28.91% |

|  | 35.57% |

|  | 40.69% |

|  | 35.43% |

## 같이 보기
- 2011년 도호쿠 지방 태평양 해역 지진
- 후쿠시마 제1 원자력 발전소 사고